# Combat de la Bataillère
Chouannerie
Batailles
Le combat de la Bataillère a lieu le 3 septembre 1795, pendant la Chouannerie. Il s'achève par la victoire des chouans qui s'emparent d'un convoi républicain.

## Prélude
Le déroulement de ce combat est rapporté par l'officier chouan Toussaint du Breil de Pontbriand, dans ses mémoires. Celui-ci le place à la date du 3 septembre 1795,,.
Ce jour-là, d'après son récit, une colonne républicaine venue d'Avranches se met en marche pour Fougères afin d'escorter un convoi de grains réquisitionnés au bourg du Ferré,. La ville de Fougères fait également sortir une partie de sa garnison afin de venir au-devant de ce convoi,.
Informés de ces mouvements, les chouans, commandés par Aimé Picquet du Boisguy, dressent une embuscade à La Bataillère, près du bourg du Châtellier, sur la route d'Avranches à Fougères,.

## Forces en présence
D'après Toussaint du Breil de Pontbriand, Aimé Picquet du Boisguy est à la tête d'environ 900 hommes lors de ce combat,. Il divise sa troupe en deux groupes : le premier, commandé par lui-même, prend position au sud du village de La Bataillère, tandis que le second, mené par Michel Larcher-Louvières, est en embuscade au nord, de l'autre côté du village,. 
Du côté des républicains, la colonne d'Avranches est forte de 400 hommes et celle de Fougères de 350 carabiniers à pied,. Ce corps de carabiniers était arrivé à Fougères trois semaines plus tôt. D'après Pontbriand, il était fort de 700 hommes commandés par le chef de bataillon Joré,. Il estime que « s'il eût amené sa troupe entière, il eût probablement battu complètement la colonne Royaliste, mais il pensa que la moitié seulement lui suffirait »,.

## Déroulement
D'après le récit de Pontbriand, à 1 heure de l'après-midi, les chouans interceptent un émissaire républicain envoyé par le commandant de la colonne d'Avranches pour demander à Joré de presser la marche de sa troupe,. Du Boisguy lui déclare alors : « Tu resteras avec nous pour voir la danse »,. 
Peu après, la colonne d'Avranches fait son apparition au nord de La Bataillère et tombe dans l'embuscade,. Larcher-Louvières se jette sur les républicains en leur sommant de se mettre bas les armes,. Sur la grande route, les grenadiers de Boismartel, menés par Marie Eugène Charles Tuffin de La Rouërie et Julien Saulcet, dit Duval, font une décharge à bout portant,. Les républicains prennent aussitôt la fuite en abandonnant quatre voitures chargées de grains,. Du Boisguy décide de ne pas les poursuivre et Larcher-Louvières détache seulement une compagnie qui presse leur retraite, puis reprend sa position,. 
Mais peu après, les carabiniers de Joré font leur arrivée sur la route de Fougères,. D'après Pontbriand, ces « soldats d'élite » constituent un « ennemi plus redoutable »,. Ceux-ci reconnaissent l'embuscade et Joré donne l'ordre d'attaquer à la baïonette, sans tirer,. Les chouans, retranchés derrière les fossés des haies bocagères, font une décharge, mais les carabiniers l'essuient sans sourciller et lancent un assaut en franchissant les fossés avec assez de vivacité pour que les chouans n'aient pas le temps de recharger leurs fusils,. Un combat au corps-à-corps s'engage alors,. D'après Pontbriand : « les combattants étaient si près les uns des autres et si mêlés pendant l’action, qu’ils ne pouvaient faire usage de leurs armes, ce qui fut cause qu’il n’y en eut que peu à périr dans ce moment »,.
Pontbriand rapporte également qu'Aimé Picquet du Boisguy manque de peu d'être capturé lors de cet affrontement : « Du Boisguy en saisit un [un soldat] qu'il somma de se rendre, mais cet homme, doué d'une force extraordinaire, le prit lui-même d'un seul bras, par le milieu du corps, et l'emportait ainsi au milieu des carabiniers ; il était perdu sans le courage de Jean Tréhel, de Laignelet, qui, voyant le danger de son général, se précipite sur le carabinier, le renverse d’un coup de baïonnette, au milieu des siens, et délivre ainsi du Boisguy d’un des plus grands dangers qu’il ait courus »,. 
Les combats au corps-à-corps commencent à tourner à l'avantage des carabiniers, mais les hommes de Larcher-Louvières rejoignent le combat et commencent à envelopper les républicains sur leurs ailes,. Joré donne alors l'ordre de la retraite, mais celle-ci ne peut s'effectuer en bon ordre à cause de la proximité des combattants et les républicains prennent la fuite en désordre,. Les chouans se lancent à leur poursuite, mais la garnison de Fougères fait une sortie et rallie les fuyards aux buttes de la Houlette, au nord de la ville,. Du Boisguy n'ose pas recommencer le combat et se retire avec ses hommes,. Les combats s'achèvent après avoir duré deux heures,.

## Pertes
Selon Toussaint du Breil de Pontbriand, les républicains perdent au moins 33 hommes lors du combat, tandis que les chouans ont six mort et dix-sept blessés,.